# Silvester Kusko
Silvester Kusko (2. května 1995 Vranov nad Topľou) je profesionální hokejista,
odchovanec týmu HC Kometa Brno, HCM Warriors Brno a SK Horácká Slavia Třebíč. Nyní hráč týmu HC Olomouc.
Od mládežnických týmů v HC Kometa Brno podával velmi dobré výsledky, často býval kapitánem či zástupcem kapitána. Kolem svých dvaceti let odešel na hostování z HC Kometa Brno do SK Horácká Slavia Třebíč (A tým), kde strávil několik sezón. V sezóně 2018/2019 se za 45 zápasů nasbíral 44 bodů a byl zástupcem kapitána (A).
Od roku 2018 se začal prosazovat opět v týmu HC Kometa Brno.
Na konci října roku 2021 přestoupil z týmu HC Kometa Brno do týmu HC Olomouc.